# 2,2'-Bipyridine
La 2,2'-bipyridine, abrégée bipy ou bpy, est un composé chimique de formule NC5H4–C5H4N. Il s'agit d'un solide blanc cristallisé combustible et faiblement soluble dans l'eau, de la famille des bipyridines, dont c'est un isomère important. C'est en effet un chélatant bidentate qui forme des complexes avec les métaux de transition. Les complexes formés avec le ruthénium et le platine présentent une intense luminescence susceptible de trouver des applications pratiques.
On obtient la 2,2'-bipyridine par déshydrogénation de la pyridine à l'aide de nickel de Raney :
2 C5H5N → (C5H4N)2 + H2.
Bien que la bipyridine non coordonnée soit souvent représentée avec ses atomes d'azote en conformation cis, la configuration de plus basse énergie est en fait coplanaire, avec les atomes d'azote en position trans. La bipyridine protonée adopte en revanche une conformation cis.
Les complexes métalliques de bipyridine absorbent fortement la lumière visible. Les transitions électroniques sont attribuées aux transferts de charge du métal chélaté vers les ligands.
Les complexes dits « tris(bipy) », constitués de trois molécules de bipyridine chélatant un ion métallique, sont écrits [M(bipy)3]n+, où M est un ion métallique Cr, Fe, Co, Ru, Rh, etc. Ces complexes présentent des structures octaédriques de coordinence 6 avec deux énantiomères de chiralité axiale :
Les complexes tris(bipy) formés avec de nombreux métaux de transition sont électroactifs, c'est-à-dire que leur configuration change avec l'application d'un champ électrique. Les réactions électrochimiques du métal et du ou des ligands sont souvent des réactions réversibles à un électron qui peuvent être observées par voltammétrie cyclique. Sous des conditions fortement réductrices, la plupart des complexes tris(bipy) peuvent être réduits en des dérivés contenant des ligands bipy, par exemple M(bipy)3, où M représente Al, Cr, Si.